# Dunkelgrauer Springaffe
Der Dunkelgraue Springaffe (Plecturocebus cinerascens, Syn.: Callicebus cinerascens) ist eine Primatenart aus der Unterfamilie der Springaffen innerhalb der Familie der Sakiaffen (Pitheciidae).

## Merkmale
Dunkelgraue Springaffen sind wie alle Springaffen relativ kleine Primaten mit dichtem, flauschigem Fell. Dieses ist bei dieser Art überwiegend dunkelgrau gefärbt, am Rücken geht es ins Bräunliche über. Der Schwanz ist buschig und länger als der Körper, er kann nicht als Greifschwanz verwendet werden. Der Kopf ist klein und rundlich. An den Backen und an der Kehle befinden sich bartartige Haare, die im Gegensatz zu verwandten Arten nicht kontrastierend, sondern ebenfalls grau gefärbt sind.

## Verbreitung und Lebensraum

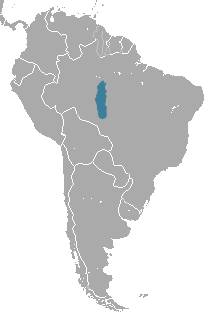
Verbreitungsgebiet (blau)

Dunkelgraue Springaffen kommen ausschließlich im Amazonasbecken in Brasilien vor. Ihr Verbreitungsgebiet wird im Norden vom Rio Madeira, im Westen vom Rio Aripuanã und im Osten vom Rio Tapajós begrenzt. Ihr Lebensraum sind tiefer gelegene Wälder.

## Lebensweise
Die Lebensweise der Dunkelgrauen Springaffen ist kaum bekannt, sie dürfte mit der der übrigen Springaffen übereinstimmen. Sie sind tagaktive Baumbewohner, die sich entweder auf allen vieren oder mit Sprüngen durch das Geäst bewegen. Sie leben in Familiengruppen, die sich aus einem langjährig monogamen Paar und dem gemeinsamen Nachwuchs zusammensetzen. Sie sind territorial, mit gemeinsamen Duettgesängen weisen die Paare andere Tiere auf das eigene Revier hin.
Ihre Nahrung besteht in erster Linie aus Früchten. In geringerem Ausmaß nehmen sie auch Blätter, Samen und Insekten zu sich. Wie bei allen Springaffen dürfte sich der Vater intensiv an der Aufzucht der Jungen beteiligen, er ist der hauptsächliche Träger und übergibt das Kind der Mutter nur zum Säugen.

## Gefährdung
Das Verbreitungsgebiet der Dunkelgrauen Springaffen ist dünn besiedelt und relativ ungestört, diese Tiere zählen darum laut IUCN nicht zu den bedrohten Arten.
Einziger Halter der europäischen Zoogeschichte war in den 1960er bis 1970er Jahren Frankfurt.

## Belege
1. ↑    ZTL 18.6